# HD91239
HD91239 — хімічно пекулярна зоря спектрального класу A0, що має видиму зоряну величину в смузі V приблизно  7,4.
Вона  розташована на відстані близько 574,2 світлових років від Сонця.

## Пекулярний хімічний склад
Зоряна атмосфера HD91239 має підвищений вміст 
Eu
.